# Sankt Englmar
Sankt Englmar település Németországban, azon belül Bajorországban. Lakosainak száma 1958 fő (2023. december 31.).

## Népesség
A település népessége az elmúlt években az alábbi módon változott:
| Lakosok száma | 1352 | 1680 | 1271 | 1287 | 1608 | 1675 | 1725 | 1861 | 1904 | 1958 |
|               | 1875 | 1950 | 1970 | 1987 | 2012 | 2013 | 2015 | 2017 | 2021 | 2023 |